# Caeté (Minas Gerais)
Caeté, amtlich portugiesisch Município de Caeté, ist eine Gemeinde im brasilianischen Bundesstaat Minas Gerais. Die Bevölkerung wurde zum 1. Juli 2021 auf 45.364 Einwohner geschätzt, die Caeteenser genannt werden und auf einer Gemeindefläche von rund 542,5 km² leben. Sie ist Teil der Metropolregion Belo Horizonte.

## Geographie

### Lage
Die Gemeinde liegt in der geologischen Formation der Serra da Piedade mit einer höchsten Erhebung von 1764 Metern. Sie ist Teil des Eisernen Vierecks.
Angrenzende Gemeinden sind Taquaraçu de Minas, Nova União, Bom Jesus do Amparo, Barão de Cocais, Santa Bárbara, Rio Acima, Raposos und Sabará.

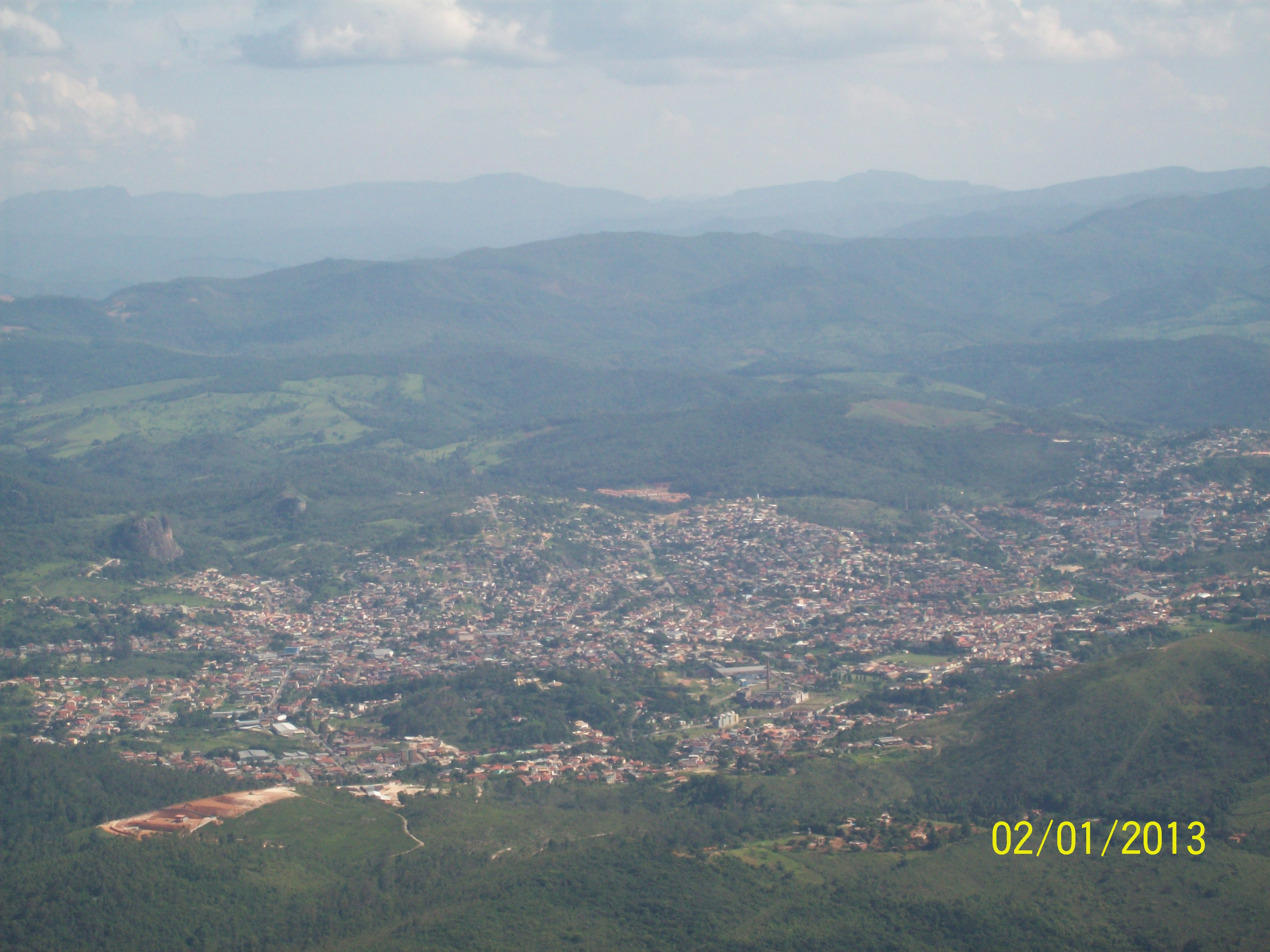
Blick auf Caeté von der Serra da Piedade
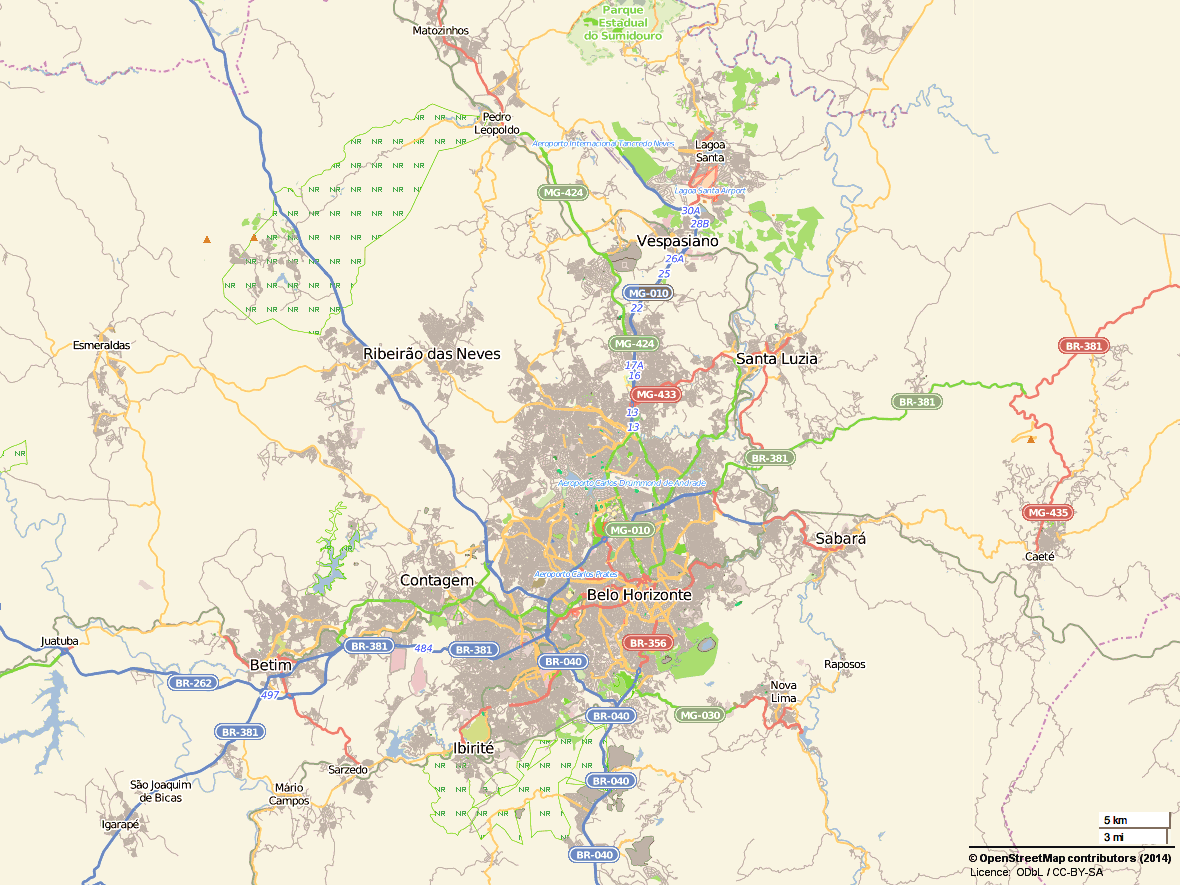
Umgebung von Belo Horizonte

### Vegetation
Das Biom ist teils brasilianischer Cerrado und Mata Atlântica.

## Geschichte
Der Ort wurde am 14. Februar 1714 als Vila Nova da Rainha gegründet.

## Kommunalverwaltung
Bei der Kommunalwahl 2020 wurde Lucas Coelho Ferreira von der Partei AVANTE zum Stadtpräfekten für die Amtszeit von 2021 bis 2024 gewählt.

## Demografie

### Ethnische Zusammensetzung
Ethnische Gruppen nach der statistischen Einteilung des IBGE (Stand 2000 mit 36.299 Einwohnern, Stand 2010 mit 40.750 Einwohnern):
| Gruppe      | Anteil 2000      | Anteil 2010          | Anmerkung                        |
| ----------- | ---------------- | -------------------- | -------------------------------- |
| Brancos     | 13.306 (36,66 %) | ▼ 12.998 (31,90 %) ▼ | Weiße, Nachfahren von Europäern  |
| Pardos      | 20.165 (55,55 %) | ▲ 24.143 (59,25 %) ▲ | Mischrassige, Mulatten, Mestizen |
| Pretos      | 2.652 (7,30 %)   | ▲ 3.437 (8,43 %) ▲   | Schwarze                         |
| Amarelos    | 23 (0,06 %)      | ▲ 150 (0,37 %) ▲     | Asiaten                          |
| Indígenas   | 84 (0,23 %)      | ▼ 23 (0,06 %) ▼      | indigene Bevölkerung             |
| ohne Angabe | 69               | –                    |                                  |

## Söhne und Töchter
- Tamires (* 1987), eigentlich Tamires Cássia Dias Gomes, Fußballspielerin